# Mercury-Atlas 5
Mercury-Atlas 5 fu una missione spaziale statunitense condotta nell'ambito del programma Mercury.
Lanciata il 29 novembre 1961 con a bordo lo scimpanzé Enos, la sua capsula orbitò intorno alla Terra per due volte e ammarò con successo in mare nei pressi della costa di Porto Rico, territorio associato agli Stati Uniti nell'est del Mare dei Caraibi.

## Motivazioni della missione
Nel novembre del 1961, l'Unione Sovietica aveva lanciato due uomini nello spazio, mentre gli Stati Uniti continuavano a far orbitare dei primati. Tale situazione comportò non poche polemiche all'interno della NASA. Diversi dirigenti consideravano infatti un ulteriore lancio di una capsula Mercury senza un equipaggio umano un'inutile perdita di tempo, per l'appunto in considerazione del fatto che i sovietici avevano già mandato con successo in orbita due cosmonauti, Jurij Gagarin e German Titov con le rispettive missioni Vostok 1 e Vostok 2. Il quartier generale per gli affari pubblici della NASA comunque pose fine a tali discussioni con la dichiarazione ufficiale che "i responsabili del programma Mercury hanno ritenuto necessario lanciare in orbita gli scimpanzé come fondamentale e necessaria verifica di tutto il progetto prima di rischiare la vita di un astronauta."
Per la missione venne impiegata la capsula Mercury con il numero di serie 9, mentre il razzo vettore del tipo Atlas aveva il numero di serie 93-D. La capsula arrivò a Cape Canaveral il 24 febbraio 1961. La fase di preparazione alla missione impegnò ben 40 settimane. Fu la fase di preparazione più lunga nella storia delle missioni spaziali eseguite fino ad allora nell'ambito del programma Mercury. Anche gli obbiettivi della missione vennero modificati durante questa preparazione. In un primo momento si pensò infatti di eseguire un semplice volo suborbitale con diversi strumenti a bordo, poi un volo suborbitale con uno scimpanzé come equipaggio mentre una terza opzione prevedeva tre orbite terrestri con equipaggiamento strumentale. Si decise, alla fine, di eseguire una missione per portare in orbita un primate, missione effettivamente svolta dallo scimpanzé Enos.

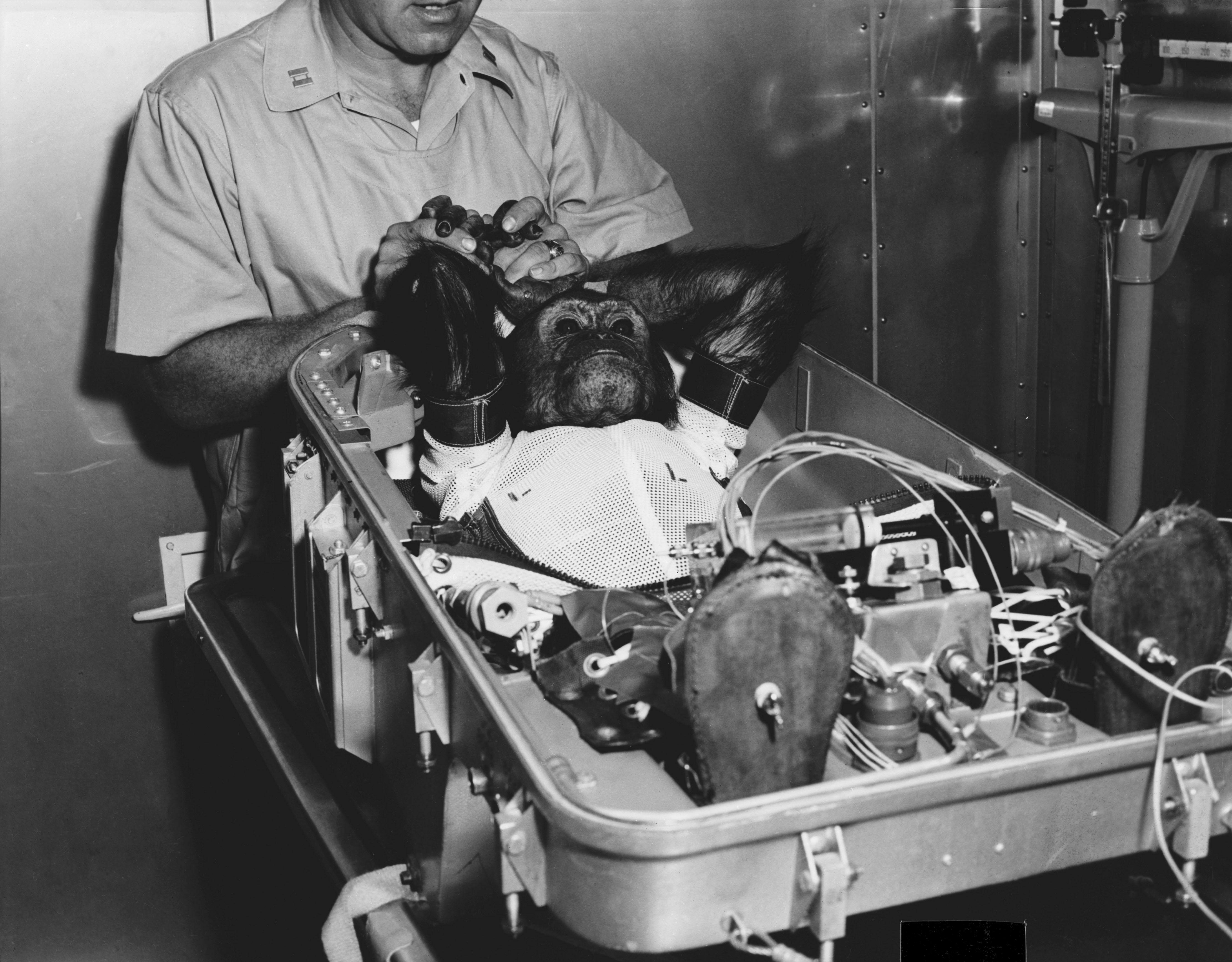
Lo scimpanzé Enos

MA-5 venne dunque programmata a ridosso del lancio della missione successiva, cioè la MA-6 che avrebbe dovuto portare in orbita intorno alla Terra un essere umano.
Il lancio di Mercury-Atlas 5 fu previsto dalla rampa di lancio numero 14 di Cape Canaveral. Per entrare in orbita, la capsula Mercury doveva percorrere una distanza di 722 km (480 miglia) da Cape Canaveral. L'altezza da raggiungere era di 161 km (100 miglia) a una velocità stimata di 7.832 metri al secondo. L'accensione dei retrorazzi frenanti era prevista a 4 ore, 32 minuti e 26 secondi dopo il lancio mentre la capsula sarebbe ammarata 21 minuti e 49 secondi dopo. Si calcolarono pure le possibili temperature raggiunte durante la fase di rientro in atmosfera: 1.650 °C sullo scudo termico, 1.095 °C nei pressi dell'antenna, modesti 582 °C sulla sezione della capsula a forma cilindrica contro i 682 °C sulla sezione della capsula a forma conica. Il razzo vettore Atlas completamente spento sarebbe rientrato distruggendosi nell'atmosfera dopo 9 orbite intorno alla Terra.

## Descrizione della missione
Il 29 ottobre 1961 tre scimpanzé accompagnati da 12 specialisti medici presero alloggio negli appositi stabili di Cape Canaveral per preparare la missione. Il nome dato allo scimpanzé infine scelto per la missione MA-5, cioè "Enos," è di origine ebraica e significa "uomo". Pure Enos ebbe un equipaggio di riserva, composto dai seguenti primati (nominativi indicati nell'eventuale ordine di sostituzione): Duane, Jim, Rocky e Ham (il "veterano" della missione MR-2). Enos era originario del Camerun in Africa, (in origine semplicemente denominato "scimmia numero 81"), ed era stato acquistato dall'aeronautica militare americana il 3 aprile 1960.

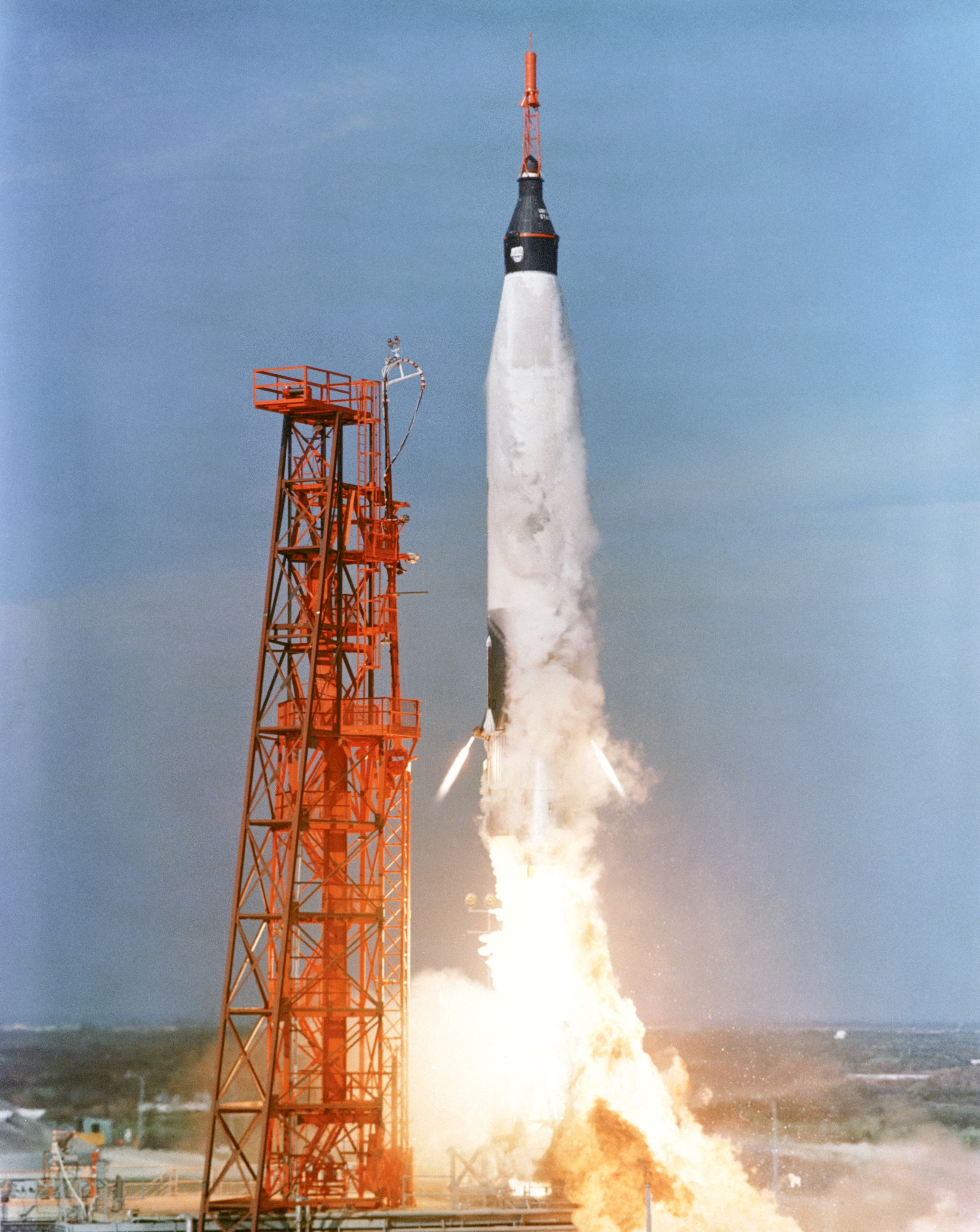
Mercury-Atlas 5 al decollo

Il 29 novembre 1961, circa cinque ore prima del lancio, Enos e il suo "divano-tuta spaziale" vennero inseriti e fissati all'interno della capsula spaziale. Il conto alla rovescia fu interrotto più volte per un totale di 2 ore e 38 minuti. Il lancio avvenne alle ore 15:08 UTC. Il razzo vettore Atlas lanciò la capsula MA-5 su un'orbita con un perigeo di 159 km e un apogeo di 237 km.
Le varie manovre eseguite durante la immissione in orbita comportarono un consumo di carburante alquanto minore rispetto alle precedenti missioni.
Alla fine della prima orbita intorno alla Terra, il centro di controllo a terra notò che l'orologio all'interno della capsula era in avanti di ben 18 secondi nei confronti del cronometro ufficiale della missione. Così, sorvolando Cape Canaveral, venne inviato un apposito segnale via radio per resettare e allineare tali cronometri. Durante questo sorvolo venne pure constatato che tutti i sistemi all'interno della capsula funzionavano correttamente e si trovavano in ottime condizioni.
All'inizio della seconda orbita, in corrispondenza del sorvolo delle flotte presenti nell'Oceano Atlantico che fungevano da ponti radio, la telemetria riportò che la temperatura dell'inverter stava salendo. Il malfunzionamento dell'apposito sistema per la regolazione delle temperature fu anche confermato dal centro di controllo presente nei pressi delle Isole Canarie. Analoghi aumenti di temperatura degli inverter erano stati riscontrati anche nelle missioni precedenti, ma non avevano mai condizionato negativamente il funzionamento degli stessi. Passando in corrispondenza della stazione di controllo australiana di Muchea, furono rilevate variazioni nell'assetto della capsula e attivazione dei motori del sistema di controllo di assetto. Quando però la MA-5 transitò sulla stazione di controllo di Woomera, non furono rilevati problemi di assetto e le segnalazioni precedenti furono scartate come spurie.
Solo quando la capsula del MA-5 ebbe raggiunto la stazione di Canton Island, il centro di controllo principale del Mercury si rese conto che il sistema di controllo d'assetto non funzionava correttamente. Una scheggia di metallo in una tubazione del carburante aveva causato una avaria del motore a razzo che controllava il rollio della capsula in senso orario. Questo comportava una deriva dall'assetto che veniva di volta in volta azzerata dal controllo automatico di assetto che la riportava all'inclinazione originaria di 34 gradi. La capsula ripeté tale manovra di  ristabilizzazione automatica per ben nove volte, prima dell'azionamento dei retrorazzi frenanti. Durante la seconda orbita furono consumati 4,3 kg di propellente per mantenere l'assetto quando nella prima orbita ne furono usati appena 0,68 kg.
Oltre al problema dell'assetto, si constatò che anche il sistema di controllo della temperatura ambiente non funzionava correttamente durante questa seconda orbita. Infatti la temperatura della "divano-tuta spaziale" aumentò rapidamente da 18 a 27 °C, segno che lo scambiatore di calore si era bloccato per il ghiaccio. L'aumento di temperatura della tuta di Enos causò un aumento della sua temperatura corporea che raggiunse i 37,2 °C, per poi aumentare addirittura a 37,8 °C. Gli osservatori medici iniziarono a temere il peggio per il primate. Raggiunta la temperatura corporea di 38,1 °C, finalmente la stessa si stabilizzò. Ciò fu finalmente il segnale tranquillizzante che il sistema di controllo della temperatura aveva ripreso a funzionare correttamente, mentre i problemi con l'assetto continuavano.
Quando la capsula si stava avvicinando alle isole Hawaii durante la seconda orbita, gli osservatori medici proposero di far eseguire una terza orbita intorno alla Terra dato che le condizioni di Enos si erano stabilizzate. Gli ingegneri di volo invece si opposero a causa dell'elevato consumo di carburante che nel caso di una terza orbita avrebbe potuto precludere la corretta esecuzione della manovra di rientro in atmosfera.
Il direttore di volo Christopher Kraft allora avvisò i controllori presenti sulle isole Hawaii di essere eventualmente pronti per eseguire la manovra di accensione dei retrorazzi frenanti addirittura in anticipo per far atterrare la capsula nelle acque dell'Oceano Pacifico. Inoltre avvisò i controllori di Point Arguello in California di essere pronti ad azionare i retrorazzi frenanti in ogni caso quando la MA-5 avrebbe sorvolato la loro posizione. Concordò dunque di far finire alla capsula completamente la sua seconda orbita, accendendo i retrorazzi nelle vicinanze della verticale sulla California. Dodici secondi prima che il punto di accensione dei retrorazzi frenanti precedentemente indicato per la seconda orbita era stato effettivamente raggiunto, Kraft decise di far atterrare Enos. Il direttore del centro di controllo di Point Arguello eseguì dunque l'apposito comando.
Durante la fase di accensione dei retrorazzi ci fu una ultima correzione automatica di assetto dopo la quale la sequenza di rientro continuò senza particolari problemi. Gli incrociatori Stormes e Compton nonché un aereo del tipo P5M stavano aspettando la capsula nei pressi della stazione numero 8, punto di atterraggio previsto inizialmente. Tre ore e 13 minuti dopo il lancio e 9 minuti prima dell'effettivo ammaraggio, la capsula venne avvistata dall'aereo a un'altezza stimata di 1.500 metri mentre stava scendendo appesa al paracadute principale. L'informazione venne immediatamente trasmessa agli incrociatori Stormes e Compton, che si trovavano a circa 48 km. I sistemi per il soccorso e recupero della capsula spaziale funzionarono correttamente, ad eccezione del radiofaro di localizzazione. Durante la discesa, l'equipaggio dell'aereo continuava a girare intorno alla stessa trasmettendo gli eventi della sequenza di atterraggio. L'aereo rimase nella zona fino a quando la Stormes ebbe raggiunto la capsula un'ora e 15 minuti dopo l'ammaraggio. La Stormes recuperò Enos e la sua capsula portando il tutto a bordo. Il portello della MA-5 venne staccato mediante una piccola esplosione che però frantumò la finestra del Mercury prevista per la ripresa di immagini fotografiche.

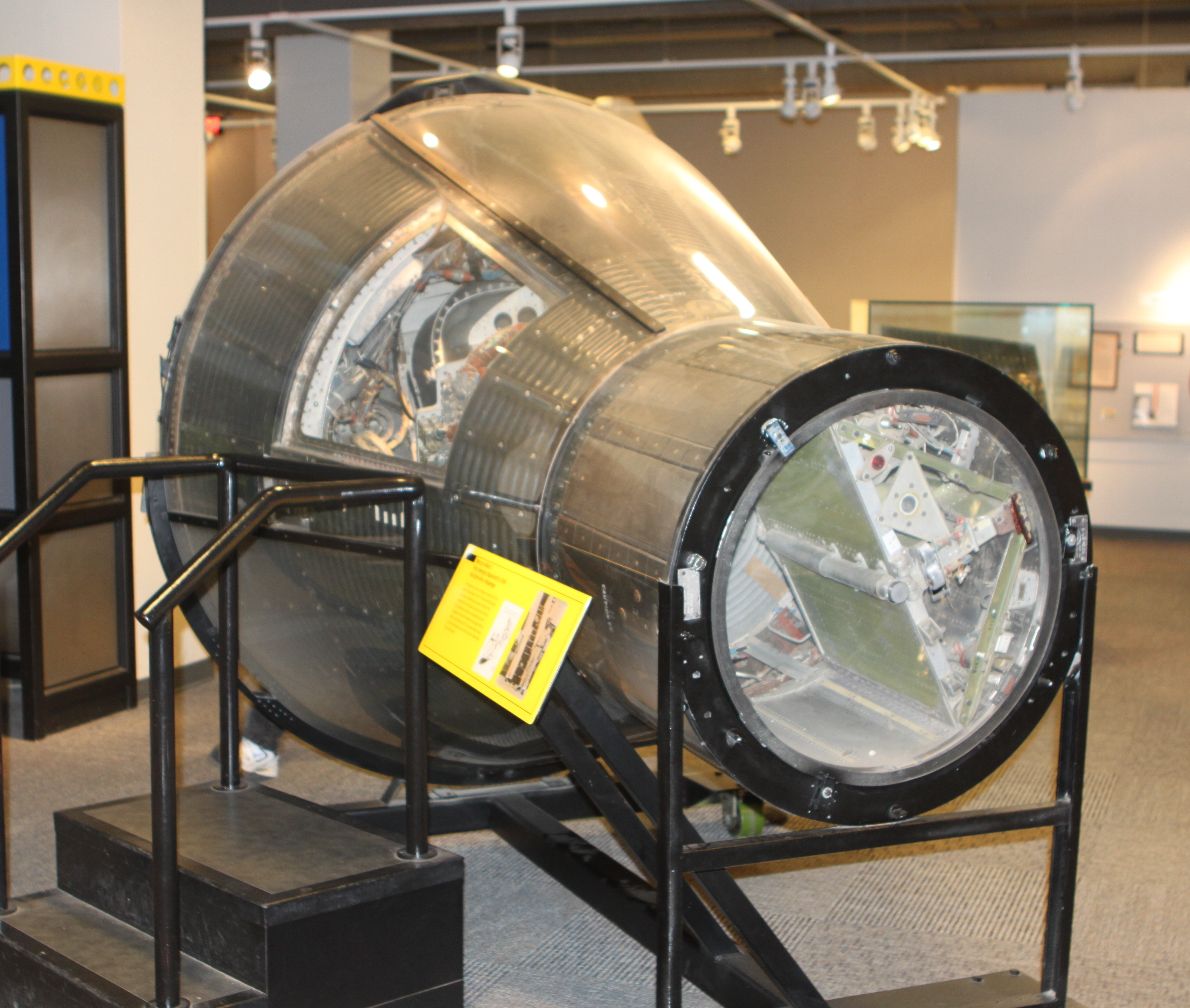
La capsula Mercury # 9, usata nella missione Mercury-Atlas 5, in mostra al Museum of Life and Science, a Durham (Carolina del Nord).

Ciò nonostante sia la capsula che in particolar modo Enos erano sopravvissuti alla missione in ottime condizioni.
Il 4 novembre 1962 Enos perì a causa di una malattia che allora era ancora resistente ai medicinali antibiotici. Fu in continua osservazione medica negli ultimi due mesi prima della sua morte. Esperti patologi confermarono comunque che non avevano constatato dei sintomi della malattia attribuibili al volo nello spazio eseguito un anno prima.
Il successo della missione portò alla qualificazione della capsula Mercury per il trasporto umano in orbita.
La capsula utilizzata per la missione Mercury-Atlas 5 (numero di serie 9) è esposta presso il North Carolina Museum of Life and Science di Durham, Carolina del Nord.

## Altri dati
- Velocità massima: 28.212 km/h km/h (17.530  miglia orarie)
- Accelerazione raggiunta: 7,7 g (74,5 m/s²)